# Geschichte des Animes
Die japanische Anime-Industrie zählt zu den größten Trickfilm-Industrien weltweit und hat eine umfangreiche Geschichte.

## Anfänge
Der vermutlich älteste gegenwärtig bekannte japanische Trickfilm ist eine drei Sekunden lange Sequenz eines unbekannten Künstlers, die 1907 oder später entstanden ist. Die 50 von Hand direkt auf 35-mm-Film gedruckten Bilder zeigen einen Jungen im Matrosenanzug, der den Schriftzug „活動写真“ (katsudō shashin, bewegte Bilder) auf eine Tafel schreibt, sich umdreht und den Zuschauer grüßt. Der Kurzfilm ist daher auch unter dem Titel Katsudō Shashin bekannt. Der Filmstreifen wurde vom Kunsthistoriker Natsuki Matsumoto im Dezember 2004 in Kyōto zusammen mit anderen Film- und Unterhaltungsutensilien gefunden.

## 1910er- und 1920er-Jahre
Spätestens ab 1912 wurden in Japan französische, US-amerikanische und britische Kurztrickfilme gezeigt. Japanische Filmgesellschaften begannen daraufhin, Zeichner für die Produktion eigener Animationsfilme einzustellen. Die ersten drei japanischen Trickfilme, schwarz-weiß, stumm und mit einer Laufzeit von wenigen Minuten, wurden 1917 im Abstand von wenigen Wochen veröffentlicht:
- Imokawa Mukuzō Genkanban no Maki (芋川椋三玄関番之巻, dt. „Mukuzō Imokawa der Portier“; Kreidezeichnungen auf Tafeln), vermutlich im Januar 1917, von Tenkatsu unter der Regie von Ōten Shimokawa (1892–1973). Shimokawa war zugleich auch der erste, dessen Trickfilme in japanischen Kinos vorgeführt wurden, zog sich aber noch 1917 nach der Herstellung von nur fünf Trickfilmen wieder aus diesem Bereich zurück.
- Saru Kani Kassen (猿蟹合戦, dt. „Die Krabbe rächt sich am Affen“; Tintenzeichnungen auf Papier), Erstaufführung am 20. Mai 1917, von Nikkatsu unter der Regie von Seitarō Kitayama (1888–1945).
- Hanawa Hekonai Meitō no Maki (塙凹内名刀之巻, dt. „Hanawa Hekonais berühmtes Schwert“; Alternativtitel: なまくら刀 Namakura Katana), im Juni 1917, von Kobayashi Shōkai unter der Regie von Kōuchi Jun’ichi (1886–1970). Dieser etwa zwei Minuten lange Stummfilm wurde im März 2008 in gutem Zustand in einem Antiquitätenladen in Osaka wiederentdeckt (zusammen mit dem Film Urashima Tarō von Seitarō Kitayama aus dem Jahr 1918) und ist somit der älteste noch erhaltene japanische Trickfilm.[3]

Von den frühen Anime-Pionieren spielte Seitarō Kitayama die wichtigste Rolle. Sein Film Momotarō (Pfirsichjunge) aus dem Jahr 1918 lief 1921 in Paris und war damit der erste außerhalb Japans gezeigte japanische Trickfilm. 1921 gründete er das erste japanische Trickfilmstudio Kitayama Eiga Seisaku-sho, in dem nicht nur Unterhaltungsfilme, sondern auch Animationen für Lehr- und Ausbildungszwecke entstanden.
Sanae Yamamoto (1898–1981) lernte sein Handwerk bei Seitarō Kitayama. Zu seinen frühesten Filmen gehören Obasuteyama (姥捨山, Der Berg, an dem alte Frauen zurückgelassen werden) und Usagi To Kame (Der Hase und die Schildkröte), beide aus dem Jahr 1924. Yamamoto wirkte Mitte der 1950er Jahre entscheidend beim Aufbau des Animationsstudios Toei Animation mit, einem Wegbereiter der modernen Anime-Industrie.
Die meisten frühen Trickfilme waren in traditionellem japanischen Stil gezeichnet, wobei häufig mehr Wert auf die Genauigkeit der Darstellung als auf das Erreichen flüssiger Bewegungsabläufe gelegt wurde. Häufig wurden klassische asiatische Märchen und Sagen geschildert, oft mit einem deutlichen moralischen Zeigefinger. Die Handlung setzte sich oft nur aus Andeutungen zusammen und verlangte von den Zuschauern umfangreiche Vorkenntnisse der jeweiligen Geschichten. Vereinzelt gab es aber auch Adaptionen ausländischer Cartoons (z. B. von der US-Serie Felix the Cat).

## 1930er- und 1940er-Jahre
Einer der Technikpioniere der 1930er-Jahre war Kenzo Masaoka, der 1932 den ersten vollständig vertonten japanischen Trickfilm, Chikara to Onna no Yo no Naka (Die Welt der Macht und der Frauen), produzierte. Von ihm stammte auch der erste ausschließlich in Folientechnik animierte japanische Trickfilm aus dem Jahr 1934. Masaokas Assistent Mitsuyo Seo, der 1933 sein eigenes Studio gründete, sollte in den 40er-Jahren eine wichtige Rolle bei animierten Kriegspropagandafilmen spielen.
Während der Tonfilm in den USA von Disney bereits regulär verwendet wurde, war er für den breitflächigen Einsatz bei japanischen Trickfilmen zunächst noch zu teuer und setzte sich erst Mitte der 30er-Jahre als Standard durch. 1937 drehte Noburō Ōfuji mit dem Film Katsura Hime den ersten farbigen Anime und auch den ersten japanischen Farbfilm, abgesehen von Propagandawerken. Der erste farbige japanische Spielfilm wurde erst 1951 gedreht, der Farbfilm jedoch schon in den 40er-Jahren für Propaganda genutzt.
In den 30er-Jahren begann die japanische Regierung mit einer verschärften Kontrolle aller Medieninhalte. Auch Trickfilmzeichner wurden angehalten, in ihren Werken vor allem nationale und kulturelle Elemente Japans hervorzuheben. Kleine Studios wurden geschlossen oder schlossen sich zu großen Unternehmen zusammen. In der Zeit vor dem Zweiten Weltkrieg standen japanischen Animatoren nur begrenzte finanzielle Mittel zur Verfügung, so dass damalige Produktionen nur selten qualitativ hochwertig waren.
Größter Auftraggeber der Animationsstudios wurde das japanische Militär, das während des Krieges eine große Zahl an Propagandatrickfilmen produzieren und in den Kinos vor den Nachrichten zeigen ließ. Beliebt waren z. B. die vom Regisseur Mitsuyo Seo produzierten Filme mit Momotarō (Pfirsichjunge), einer in Japan altbekannten, heldenhaften Märchengestalt, die nun für ihr Land in den Krieg zog. Der 1942 produzierte und am 25. März 1943 uraufgeführte, 37-minütige Film Momotarō no Umiwashi (桃太郎の海鷲, Momotarōs Seeadler) entstand unter Einsatz modernster technischer Mittel, und der am 12. April 1945 gestartete Film Momotarō: Umi no Shimpei war mit einer Laufzeit von 74 Minuten der erste abendfüllende Anime; eine Kopie des ursprünglich für vernichtet gehaltenen Films wurde 1983 wiederentdeckt.
Nach Kriegsende beschränkte sich die japanische Trickfilmindustrie für einige Jahre erneut auf die Produktion von Kurzfilmen. Während der Besatzung Japans durch alliierte Truppen von 1945 bis 1952 wachten ausländische Kontrollinstanzen darüber, dass die japanische Filmindustrie ausdrücklich eine demokratische Grundhaltung propagierte. Die Betonung typisch japanischer Elemente, vor dem Krieg noch Hauptinhalt der Trickfilme, wurde drastisch reduziert, stattdessen handelten die meisten Filme zunächst von Fantasiegeschichten mit moralischem Anspruch oder setzten international bekannte bzw. westliche Erzählungen und Kulturelemente um.

## 1950er- und 1960er-Jahre
Noburō Ōfuji (1900–1961) gewann ab 1952 mit seinen Kurztrickfilmen Preise auf internationalen Filmfestivals.
Der erste animierte Nachkriegstrickfilm in Spielfilmlänge war Hakujaden (白蛇伝), der vom 1956 gegründeten Anime-Studio Toei Animation produziert wurde und im Oktober 1958 in die japanischen Kinos kam. Hiroshi Okawa, der damalige Präsident von Toei Animation, schickte Hakujaden 1959 als Beitrag für das Kinderfilmfestival von Venedig ein, wo er einen Spezialpreis gewann; auch der mit eingesandte Toei-Anime Shōnen Sarutobi Sasuke (少年猿飛佐助) aus dem Jahr 1959 erhielt eine Auszeichnung. Daraufhin begannen sich internationale Filmverleihfirmen für japanische Zeichentrickfilme zu interessieren. Das Unternehmen Globe brachte Hakujaden 1961 unter dem Titel Panda and the Magic Serpent als ersten Anime in die US-amerikanischen Kinos, und Metro-Goldwyn-Mayer sicherte sich die Rechte an Shōnen Sarutobi Sasuke, der in den USA als Magic Boy lief und unter dem Titel Der Zauberer und die Banditen 1961 auch der erste Anime in Deutschland wurde.
Bedeutenden Einfluss auf den weiteren Weg der Animationstechnik in Japan hatte Yasuo Ōtsuka (geboren 1931). Als Mitarbeiter von Toei Animation entwickelte er zusammen mit dem Anime-Regisseur Yasuji Mori (1925–1992) den für die ersten Jahre charakteristischen Zeichenstil des Studios und war Mentor von Zeichnern wie Hayao Miyazaki und Isao Takahata, die später mit der Gründung von Studio Ghibli Weltruhm erlangten. Auf Ōtsuka gehen auch die Techniken zurück, die Anzahl der Bilder pro Sekunde dynamisch an den Handlungsablauf anzupassen und wichtige Szenen oder Teilabschnitte eines Anime durch besonders sorgfältige Animation hervorzuheben und den Rest aus Kostengründen eher schlicht zu halten. Die erste Anime-Fernsehserie überhaupt, Otogi Manga Calendar von Otogi Productions, bestehend aus 54 abgeschlossenen, fünfminütigen Episoden, die ab dem 25. Juni 1962 ausgestrahlt wurden.
Nach dem Krieg kamen auch viele amerikanische Trickfilme nach Japan, vor allem die Walt Disneys. Diese beeinflussten auch Osamu Tezuka, der zunächst als Mangaka großen Erfolg hatte. In den 1960er-Jahren erlebte die japanische Anime-Industrie durch ihn große Veränderung, als er seinen Manga Astro Boy als Anime-Serie umsetzte. Dafür gründete Tezuka 1961 sein Anime-Studio Tezuka Productions, das er im Januar 1962 in Mushi Productions umbenannte. Astro Boy war mit einem Umfang von 193 Folgen die erste Anime-Fernsehserie mit fortgesetzter Handlung und lief ab dem 1. Januar 1963 im japanischen Fernsehen. Astro Boy begründete auch das Mecha-Genre. Dieses wurde mit der 1963 folgenden Serie Tetsujin 28-gō auf das Schema eines „Jungen mit seinem Roboter“ festgelegt. Die ab dem 6. Oktober 1965 ausgestrahlte, ebenfalls von Osamu Tezuka produzierte Serie Kimba, der weiße Löwe war die erste vollständig farbige Anime-Fernsehserie. Beide Serien Tezukas wurden noch zu ihrer Zeit international vermarktet und entstanden in Zusammenarbeit mit amerikanischen Firmen. 1967 folgte mit Tezukas Ribon no Kishi die erste Anime-Serie des Shōjo-Genres, das sich an Mädchen richtet.
Die Serie Mach Go Go Go von Tatsunoko Productions aus dem Jahr 1967, die von einem Rennfahrer und seinem mit technischen Tricks versehenen Auto handelt, wurde als Speed Racer international, insbesondere in Amerika, ein großer Erfolg. In Deutschland wurde die Serie 1971 zwar als erste Anime-Fernsehserie ausgestrahlt, aber nach nur drei Folgen aufgrund von Zuschauerprotesten wegen „zu großer Brutalität“ wieder aus dem Programm genommen.
1969 startete die Fernsehserie Sazae-san, die nach einer Manga-Serie von Machiko Hasegawa von den alltäglichen Erlebnissen einer japanischen Familie handelt. Für die noch immer laufende Serie werden von einer eigenen Firma in Tokio jede Woche neue Kurzepisoden produziert. So ist Sazae-san die am längsten laufende Anime-Serie. Im gleichen Jahr kam Osamu Tezukas Film Senya Ichiya Monogatari in die Kinos, einer der ersten erotischen Animes. Der Film war zudem experimentell und anspruchsvoll produziert, sodass er großen Einfluss auf das japanische Kino und die Literatur hatte.
Ende der 1960er-Jahre wurden Anime-Serien mit sportlichen Inhalten zunehmend populär. Mila Superstar (Originaltitel Attack No. 1), einer der herausragendsten Sport-Anime aus dieser Zeit, lief in Japan mit 104 Folgen von Dezember 1969 bis November 1971 und schildert die Erlebnisse einer Volleyballspielerin und ihrer Mannschaft. Der Anime und die zugehörige Manga-Serie sind in Japan nach wie vor so bekannt, dass 35 Jahre nach der Anime-Erstausstrahlung eine Real-Fernsehserie gedreht wurde.

## 1970er-Jahre
Am 24. Oktober 1971 begann die Ausstrahlung der Serie Lupin III, die nach dem Vorbild der Arsène-Lupin-Romane des französischen Schriftstellers Maurice Leblanc die Abenteuer eines Meisterdiebes schilderte. Obwohl die Serie zunächst schlechte Einschaltquoten hatte, wurde sie durch mehrere Wiederholungen schließlich zum Klassiker. Ihr Erfolg führte zu zwei weiteren Lupin-III-Fernsehserien, fünf Kinofilmen und noch heute in jährlichen Abständen produzierten Fernseh-Specials.
Wenige Wochen nach dem Start von Gatchaman kam, ausgehend von einer Manga-Serie des Zeichners Go Nagai aus den 60er-Jahren und beeinflusst durch frühere Robotergeschichten wie Astro Boy und Tetsujin 28-gō, von Dezember 1972 bis September 1974 Mazinger Z auf die japanischen Fernsehschirme. Dies war die erste Anime-Serie, in der Kinder bzw. Jugendliche als Piloten Riesenroboter steuern, um die Welt vor nahezu unüberwindlichen Bedrohungen zu schützen.
Im Oktober 1972 startete der Science-Fiction-Anime Gatchaman, in dem zum ersten Mal das Sentai-Prinzip zum Tragen kam. Hauptfiguren in Sentai-Anime sind fünf (seltener vier) Personen, die bei Gefahr ein Alter Ego mit besonderen Fähigkeiten annehmen können, wobei jeder Figur eine charakteristische Farbe und ein Symbol zugeordnet werden. Das Sentai-Element, das auch die Festlegung bestimmter Charakter-Grundtypen sowie deren Umgang miteinander beinhaltet, ist seither immer wieder in Serien zu finden, von weltweiten Anime-Erfolgen wie Sailor Moon bis zu Realumsetzungen wie Power Rangers.
Das von Osamu Tezuka 1961 gegründete Studio Mushi Productions ging 1973 in Konkurs, um bereits 1977 wieder neu aufgebaut zu werden. Die ehemaligen Angestellten des ersten Studios gründeten das Studio Madhouse oder wechselten zu ebenfalls neu gegründeten Studios wie Sunrise.
Einer dieser neuen Versuche war die von Isao Takahata und Hayao Miyazaki gemeinsam geschaffene und von Zuiyo Enterprise produzierte Anime-Serie Heidi nach einem Roman der Schweizer Schriftstellerin Johanna Spyri, die Anfang Januar 1974 ins Fernsehen kam. Ihr Erfolg veranlasste das 1975 in Nippon Animation umbenannte Studio zur Gründung des Projektes World Masterpiece Theater (kurz WMT). Ab 1975 wurde unter diesem Namen jedes Jahr eine Fernsehserie auf der Grundlage eines internationalen literarischen Werkes produziert, so etwa Niklaas, ein Junge aus Flandern nach einem Roman der Engländerin Marie Louisa de la Ramée, Marco nach einem Buch des Italieners Edmondo De Amicis oder Anne mit den roten Haaren nach einem Roman der Kanadierin Lucy Maud Montgomery. Obwohl viele herausragende Animationskünstler an diesen Serien mitarbeiteten und deren internationale Popularität auch heute noch unvermindert anhält, musste Nippon Animation das WMT-Projekt 1997 aufgrund finanzieller Probleme und nachlassender Einschaltquoten einstellen.
Noch zu Zeiten von Zuiyo Enterprise unternahm das Studio auch die erste internationale Anime-Kooperation. Im Auftrag des deutschen ZDF und des österreichischen ORF entstanden unter der Regie von Hiroshi Saitō von 1974 bis 1977 die drei Serien Wickie und die starken Männer, Biene Maja und Pinocchio. Weitere europäische Koproduktionen waren Calimero und Barbapapa.
Ab 1974 entstand mit Uchū Senkan Yamato, Mobile Suit Gundam, Go Lion und Macross mehrere Science-Fiction-Serien, die zunächst in Japan und dann auch international erfolgreich waren. Bei Ausstrahlungen in anderen Ländern wurden die Serien dabei häufig angepasst, teilweise wurde die Handlung vollständig verändert oder mehrere Serien zusammengeschnitten.

## 1980er-Jahre
In den 1980er Jahren kamen in Japan die ersten Original Video Animations auf, Serien und Filme, die direkt über Videokassetten vertrieben werden. Der erste dieser Animes war Dallos von 1983. Die Möglichkeit, den Kunden so direkter zu erreichen, vergrößerte das thematische Angebot der Anime-Produktionen und führte zu einer Vergrößerung der Fangemeinde auch außerhalb Japans, da Animes dort nun leichter verfügbar waren.
Die 1980er-Jahre werden auch als das „Goldene Zeitalter“ des Animes bezeichnet. Zu den vielfältigen Gründen hierfür zählen u. a. die Gründung neuer Studios von Weltrang, die Entwicklung neuer Medien und die zunehmende internationale Wahrnehmung von Anime als ernst zu nehmendem Bestandteil der Unterhaltungsindustrie.
Einer der wichtigsten Punkte ist jedoch die Entstehung einer neuen Subkultur in Japan. Im Zusammenhang mit Science-Fiction-Serien der 70er-Jahre mit ernsthaftem Grundton wie etwa Space Battleship Yamato hatten sich erste organisierte Anime-Fanbewegungen entwickelt, die sich zunehmend auf einzelne Aspekte ihres Hobbys konzentrierten. Dies war die Geburtsstunde der Otaku, hoch spezialisierter Fans mit einem gewissen Hang zum Fanatismus, die für ihre Leidenschaft viel Geld zu investieren bereit waren. Da sie auch aus anderen Bereichen des Science-Fiction-Fandoms Zustrom und Unterstützung erhielten, wuchs ihre Zahl in der Folge auf marktwirtschaftlich relevante Größenordnungen an. Schon bald bedienten neu gegründete Fachzeitschriften wie „Animage“ (ab 1978) und „Newtype“ (ab 1985) diesen rasch expandierenden Markt.
In den 1980er Jahren entstanden mit Akira, Ranma ½ und Dragonball Animes, die später großen internationalen Erfolg erfuhren.

## 1990er-Jahre
Von 1992 bis 1997 entstand der Magical-Girl-Anime Sailor Moon, der zu einem weltweiten Erfolg wurde. Danach folgte die internationale Vermarktung von Dragonball, das bereits in den 1980er Jahren produziert worden war, und Pokémon von 1997, dem sich weitere Shōnen-Serien anschlossen, so Yu-Gi-Oh, Monster Rancher und Digimon.
Auch Serien anderer Genres, die in den 1990ern produziert wurden, erfuhren weite internationale Verbreitung, so Neon Genesis Evangelion, The Vision of Escaflowne, Tenchi Muyo, Blue Submarine No.6, Ranma ½ und Gundam Wing.
Nicht minder komplex sind die Kinofilme Prinzessin Mononoke und Chihiros Reise ins Zauberland von Studio Ghibli, das bereits seit den 80er-Jahren schöpferisch tätig ist. Außerdem zählt Ghost in the Shell von Masamune Shirow zu den bedeutendsten Filmen.
Seit dem 1. Juni 1998 sendet der japanische Satelliten-Fernsehsender Animax rund um die Uhr Animes. Seit Juni 2007 ist der Sender auch in Deutschland empfangbar.

## Nach der Jahrtausendwende
Der in der vorangegangenen Generation üblich gewesene Genresynkretismus ist nun zu einer „ernsthaften“ Handlung geworden, die allerdings deshalb nicht klar und geradlinig verlaufen muss und sich folglich eindeutig in Schubladen einordnen ließe. Vielmehr werden durchaus komplexe Themen in konfliktreiche Handlungsstränge verflochten; die Tragik der Charaktere spiegelt die Tragik des menschlichen Seins wider. Teilweise werden viele Spezialeffekte verwendet, ebenso Brutalität bis hin zur Perversion.
Vertreter dieser Machart sind u. a. Arjuna, Inu Yasha, Hellsing, Cowboy Bebop, Noir, X und Detektiv Conan.
Mit der Verleihung des Goldenen Bären der Berlinale und des Oscars an den Anime Chihiros Reise ins Zauberland schaffte das Anime-Genre den endgültigen internationalen Durchbruch. Chihiro wurde zugleich auch zum meistausgezeichneten Animationsfilm aller Zeiten.